# Spogliamoci insieme
Spogliamoci insieme («Desnudémonos juntos») fue un programa de televisión italiano emitido por Tele Torino International (TTI) entre 1977 y 1978. Generó repercusión mundial al ser el primer programa en la televisión de dicho país en emitir espectáculos de striptease por parte de profesionales y de dueñas de casa. Es considerado el precursor de programas como Colpo grosso.

## Historia
El programa, estrenado el 21 de octubre de 1977 y auspiciado por la peletería «Zio Tom», era presentado por Pino Maffi y Ennio Drey. En el estudio se recreaba una discoteca: la gente de casa podía llamar y, según era hombre o mujer, podía quitar una prenda o vestir a la desnudista si había adivinado la respuesta exacta a las preguntas que Pino Maffi hacía a los espectadores. Así nació el formato conocido en Italia como «sexy quiz». Al cabo de un mes, a partir del 18 de noviembre con la participación de Graziella Bongiovanni, las participantes ya no son bailarinas de discoteca, sino amas de casa —quienes usaban una máscara para evitar ser reconocidas—, convirtiéndose en un éxito rotundo. Los periódicos diarios y semanales, tanto italianos como extranjeros, lo cubrieron, y equipos de televisión de diferentes partes del mundo, entre ellos NBC y Antenne 2, acudieron a Turín para registrar el desarrollo del programa.
Giuliana Gardini, entonces directora de TTI, señaló en 2001 que «el programa nació de una idea mía y de Giorgio Bettuzzi: fuimos a la discoteca "Le Perroquet" de Turín y propusimos filmar a unas strippers a cambio de mostrar su tarjeta de visita hasta el fin»; la dirección de Spogliamoci Insieme corrió a cargo de Riccardo Humbert. Gardini también fue la creadora de otros programas de TTI que incluían estriptís, como por ejemplo Sogni sexy («Sueños sexy»).
Dado el gran éxito de audiencia, TTI se convirtió en el canal líder de audiencia en Turín; a finales de 1977, la emisora contaba con casi un millón de espectadores cada noche. El programa cerró sus emisiones a finales de enero de 1978, tras un robo en la peletería del patrocinador que terminó con la muerte de un joven inocente, y tras reclamos interpuestos ante la emisora por la «obscenidad» del programa.